# Seeregenpfeifer

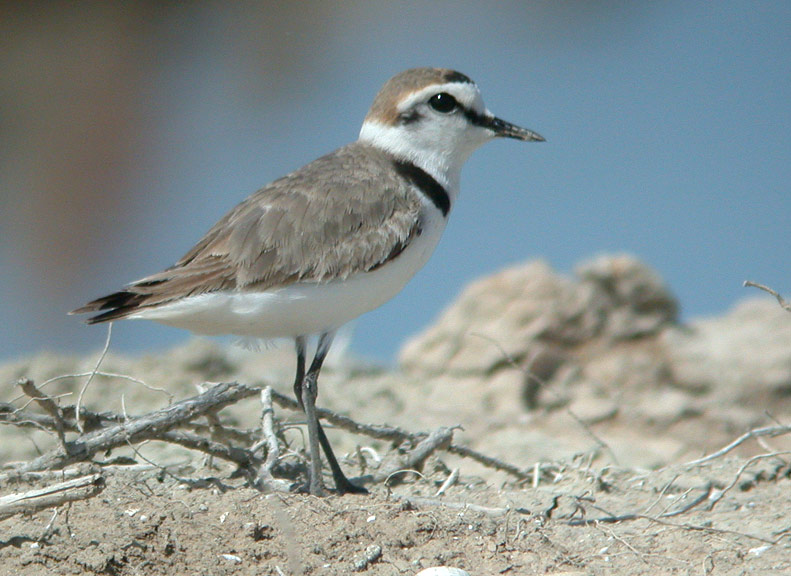
Seeregenpfeifer

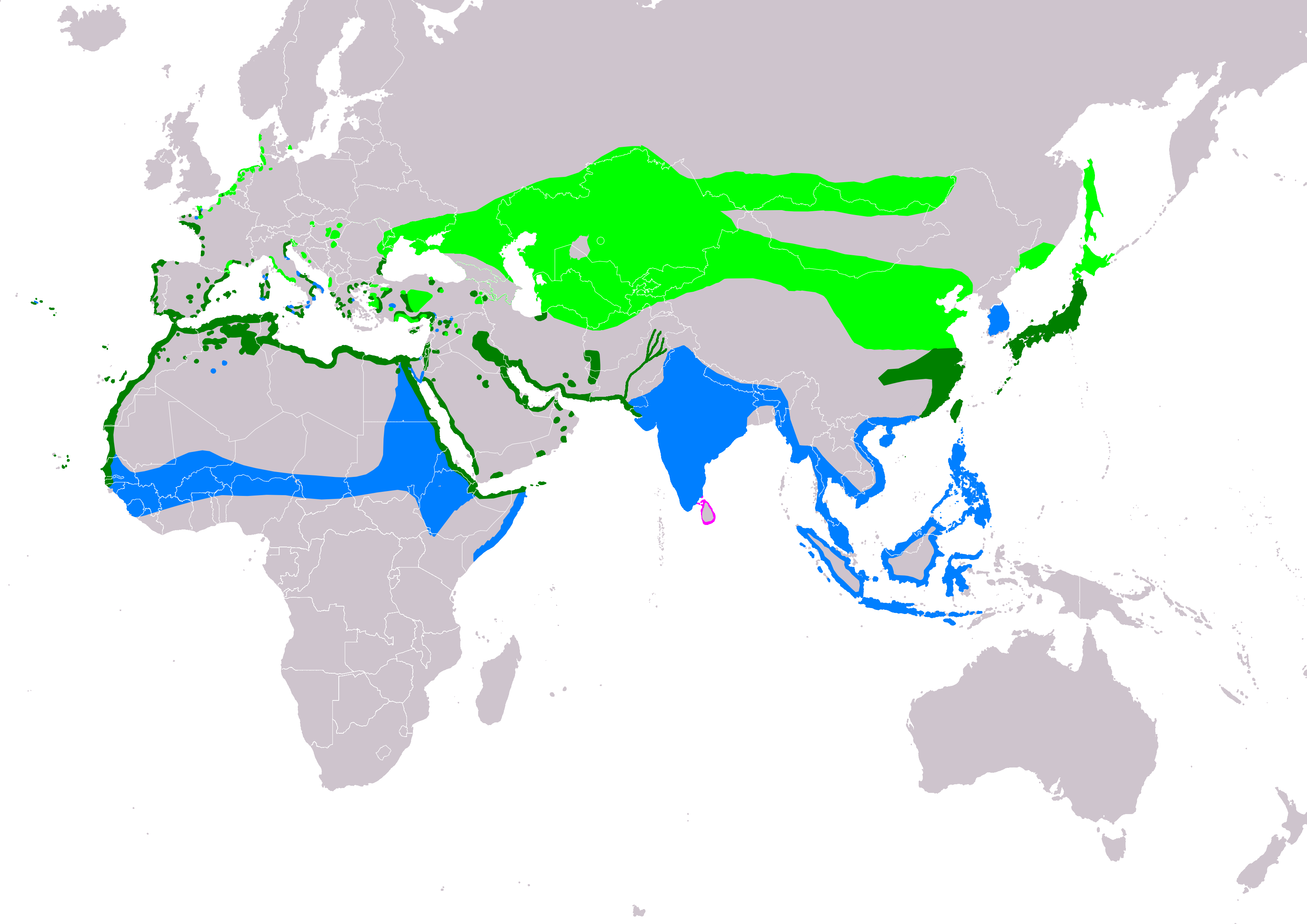
Verbreitungsgebiete des Seeregenpfeifers:
Brutgebiete
Ganzjähriges Vorkommen
Überwinterungsgebiete
Streifzüge (Saisonalität unsicher)

Der Seeregenpfeifer (Anarhynchus alexandrinus, Synonym: Charadrius alexandrinus) ist eine Vogelart aus der Familie der Regenpfeifer (Charadriidae). Er ist ein Brutvogel der Steppen- und Küstengebiete Europas und Asiens sowie Nord-, Süd- und Mittelamerikas. In Mitteleuropa kommt er als Brutvogel ausschließlich in den Küstengebieten vor. Selbst als Durchzügler ist er im Binnenland nur selten zu beobachten.

## Beschreibung
Ein ausgewachsener Seeregenpfeifer wird 15 bis 20 cm groß und erreicht eine Flügelspannweite von 35 bis 45 cm. Er wiegt 30 bis 55 g. Die mittellangen Beine sind dunkel und der kurze Schnabel ist ebenso wie die Augen schwarz gefärbt. Die Oberseite des Seeregenpfeifers ist braungrau und die Unterseite ist weiß gefärbt. An den Seiten des Halses sind dunkle Streifen zu sehen. Außerdem hat der Seeregenpfeifer einen dunklen Augenstreif. In der Sommerzeit sind der Scheitel und der Nacken des Männchens rostbraun gefärbt. Erst im Flug ist deutlich das weiße Flügelband zu erkennen. Sein Ruf klingt in etwa wie „bip“ oder „drip“.

## Lebensraum
Das Brutareal des Seeregenpfeifers umfasst Küsten- und Steppenregionen Eurasiens von den Kapverden bis Japan. Er kommt außerdem in Nordafrika bis etwa nach Somalia, in Teilen Südasiens sowie dem Westen und Süden Nordamerikas, Teilen Mittelamerikas und der Westküste Südamerikas vor. In der alten Welt sind drei Unterarten vertreten: die Nominatform Charadrius alexandriunus alexandrinus, die in Mitteleuropa fast ausschließlich im Bereich der Nordsee brütet, hat ein Verbreitungsgebiet, das den Norden Afrikas über Europa bis in den Osten der Paläarktis umfasst. Die Unterart C. a. dealbatus kommt im Osten Chinas sowie in Japan vor und die Unterart seebohmi ist auf Sri Lanka sowie im Südosten beheimatet.
Brutvögel im Süden sind Standvögel, während die nördlich verbreiteten Seeregenpfeifer Zugvögel sind. Ihre Winterquartiere erstrecken sich vom Mittelmeer etwa ab Valencia über Sardinien, Süditalien und die südliche Küste der Türkei bis zum Golf von Guinea, Somalia und dem Persischen Golf. Überwinterungsquartiere finden sich auch im Süden Asiens. Im Wattenmeer Mitteleuropas sind Seeregenpfeifer am häufigsten von August bis September zu beobachten.
Wetlands International nennt für den Seeregenpfeifer eine Vielzahl bedeutender Rastplätze und Überwinterungsquartiere, viele besonders wichtige liegen im Norden Ägyptens, die aber durch Urbanisierung und Entwässerung bedroht sind; als bedeutsam gelten der Manzala-See im Nordosten Ägypten und das Wadi el-Natrun. Andere wichtige Rastplätze sind die Camargue, die Banc d’Arguin, die Küstenregion von Bengasi, das Mündungsgebiet des Rio Miño, das Rhein-Maas-Delta, das Mündungsgebiet des Ebro und die Feuchtgebiete im Westen von Almería.

## Ernährung
Auf dem Speiseplan des Seeregenpfeifer stehen Würmer, Schnecken, Insekten, Larven und Krebstiere. Er läuft dabei in regenpfeifertypischer Manier sehr schnell und hält dann abrupt innen. Häufig trampelt er auch sehr schnell mit den Füßen, um Beute an die Oberfläche zu locken. Er stochert außerdem in feuchten Schlick und Sand nach Nahrung.

## Fortpflanzung

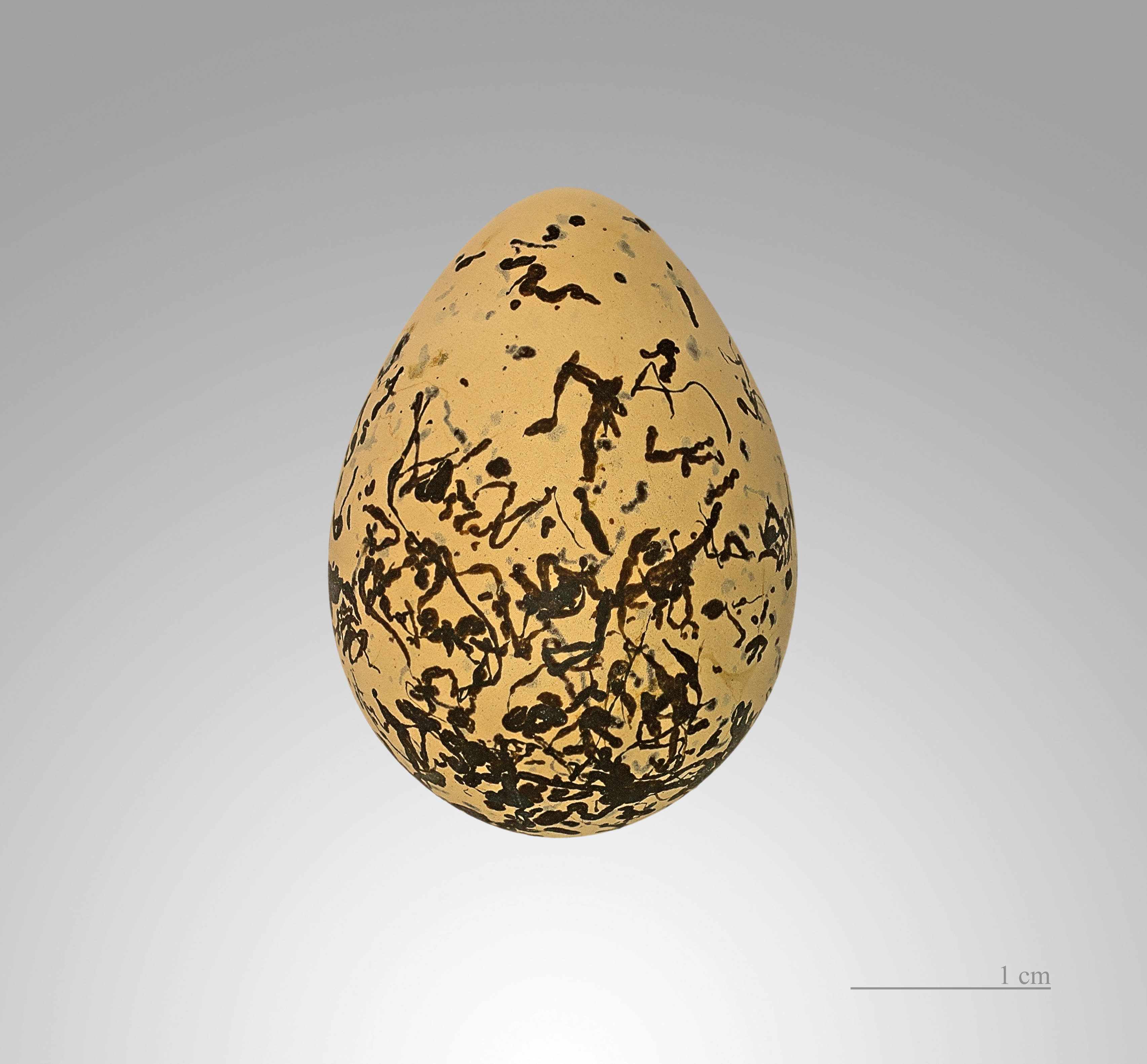
Ei eines Seeregenpfeifers

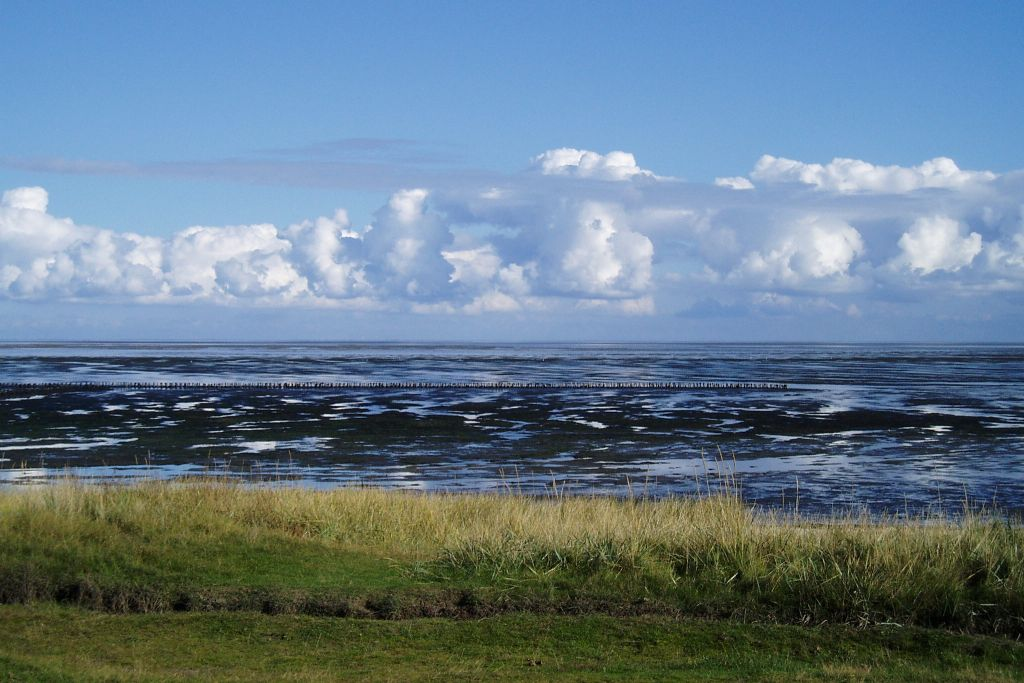
Typischer Lebensraum Wattenmeer

Der Seeregenpfeifer wird nach einem Lebensjahr geschlechtsreif. Die Brutzeit erstreckt sich von Mai bis Juli. Jedes Jahr kehren sie, wenn möglich, zum gleichen Nistplatz zurück, um vielleicht mit demselben Partner einen relativ langen (5 bis 10 Minuten) Paarungsakt zu vollenden. Das Nest ist eine Mulde am Boden, die mit Pflanzenteilen und anderen Materialien ausgelegt ist. Das Weibchen legt in fünf Tagen drei Eier. Die Eier wiegen jeweils 10 g und sind durch ihr Farbmuster gut getarnt. Nach vier Wochen Brüten schlüpfen die Jungvögel und beginnen sofort damit, das Gebiet zu erkunden. Sollte Gefahr drohen, versuchen die Eltern das Tier anzugreifen oder in eine falsche Richtung zu führen.

## Bestand
Die IUCN bezifferte die Gesamtpopulation 2012 auf 300.000 bis 460.000 Tiere und stufte die Art daher als Least Concern (nicht gefährdet) ein. Der gesamte europäische Bestand wurde zu Beginn des 21. Jahrhunderts auf 22.000 bis 35.000 Brutpaare geschätzt. Im internationalen Wattenmeer wurden 1991 nur 569 Brutpaare gezählt, in Deutschland 2005 nur 182 Brutpaare, mit stark abnehmender Tendenz.
In Niedersachsen ging der Bestand seit den 1950er Jahren von 400 Brutpaaren auf 80 Brutpaare bis zur Jahrhundertwende zurück. Als Grund der Bestandsrückgänge in Deutschland werden Störungen durch Touristen an den Stränden angegeben.
Die Art ist in der Roten Liste der gefährdeten Brutvogelarten Deutschlands in Kategorie 1 (vom Aussterben bedroht) geführt und ist im Anhang I der EU-Vogelschutzrichtlinie aufgeführt.
Der Seeregenpfeifer ist eine der Arten, für die prognostiziert wird, dass sie von der Klimaerwärmung profitieren werden. Ein Forschungsteam, das im Auftrag der britischen Umweltbehörde und der Royal Society for the Protection of Birds die zukünftige Verbreitungsentwicklung von europäischen Brutvögeln auf Basis von Klimamodellen untersuchte, geht davon aus, dass sich der potentielle Lebensraum des Seeregenpfeifers bis zum Ende des 21. Jahrhunderts in Europa deutlich erweitert. Es vergrößern sich nach dieser Prognose unter anderem die Verbreitungsgebiete in der Region um das Schwarze Meer, am Mittelmeer und an der atlantischen Küste Europas. Potentielle neue Lebensräume für diese Art finden sich auch im Westen Großbritanniens und Irlands. An den mitteleuropäischen Küsten wird die Verbreitung jedoch zurückgehen.

## Trivia
Der Asteroid des inneren Hauptgürtels (8969) Alexandrinus ist nach dem Seeregenpfeifer benannt (wissenschaftlicher Name: Charadius alexandrinus). Zum Zeitpunkt der Benennung des Asteroiden am 2. Februar 1999 befand sich der Eisvogel auf der niederländischen Roten Liste gefährdeter Vögel.